# Stasys Girėnas
Stasys Girėnas (Vytogala, 1893. október 4. – Soldin, 1933. július 17.) litván pilóta, aki honfitársával, Steponas Dariusszal első litvánként repülte át az Atlanti-óceánt. Repülőgépük nem ért célba, 650 kilométerre Kaunastól lezuhant; mindketten szörnyethaltak.

## Élete
Stasys Girėnas az Oroszországhoz tartozó Vytogalában született Stasys Girskis néven. 17 éves korában, 1910-ben emigrált az Amerikai Egyesült Államokba, ahol megváltoztatta a nevét. Sok litvánhoz hasonlóan ő is Chicagóban telepedett le, először nyomdászként dolgozott. 1917-ben bevonult az amerikai hadseregbe, ahol szerelőnek képezték ki. Az első világháború után taxisofőrködött, és közben repülni tanult. 1925-től pilótaként dolgozott, és 1931-ben első díjat nyert a chicagói légi fesztiválon, miután álló motorral szállt le.
1932-ben megismerkedett a szintén Amerikában élő litván pilótával, Steponas Dariusszal, és elhatározták, hogy leszállás nélkül átrepülik az Atlanti-óceánt.

## Halála
Gépük, a Lituanica 1933. július 15-én, 6 óra 24 perckor szállt fel a New York-i Floyd Bennett repülőtérről a litvániai Kaunas felé. A gép július 17-én, hajnali fél egykor, 37 óra 11 perc repülés és 6411 megtett kilométer után lezuhant a németországi Soldin (ma Lengyelország, Pszczelnik) közelében. A gép ekkor 650 kilométerre volt céljától. Steponas Darius és Stasys Girėnas búcsúztatásán több mint hatvanezren vettek részt Kaunasban.

## Érdekességek
- A litván 10 litaszos bankjegyen a pilótaduó látható.[1]
- A két pilótáról nevezték el a kaunasi városi stadiont.[3]